# Come-Ferro
Come-Ferro é o clássico de futebol regional que envolve o Comercial Futebol Clube, de Ribeirão Preto, e a Associação Ferroviária de Esportes, de Araraquara, duas equipes do interior paulista de municípios separados por cerca de 85 km.

## História
Um dos clássicos mais tradicionais do futebol do interior de São Paulo, o Come-Ferro era presença frequente na elite do Campeonato Paulista entre as décadas de 1960 e 1980. A última vez que as equipes se enfrentaram pela primeira divisão estadual foi em 1986, em jogo que terminou empatado sem gols. Ao todo, foram realizadas 122 partidas, em um confronto marcado pelo equilíbrio: foram 43 vitórias para o time de Araraquara, 42 triunfos para o time de Ribeirão Preto e 37 empates. Na relação de gols, a Locomotiva leva vantagem com 157 gols contra 136 do Bafo.

## Jogos eliminatórios
Mata-matas em competições da FPF
- Em 2011, o Comercial eliminou a Ferroviária nas quartas de final da Copa Paulista.[6]